# Marquesado de Barcarrota

Escudo de Barcarrota (Badajoz).

El marquesado de Barcarrota es un título nobiliario español creado en 1847 a favor de María Francisca de Sales Portocarrero, por error durante la sucesión del marquesado de Villanueva del Fresno[cita requerida], pues sus propietarios tenían la costumbre de intitularse impropiamente "marqueses de Villanueva del Fresno y Barcarrota". Se creyó que se trataba de dos títulos, cuando en realidad tan sólo era uno. Por ello, los marqueses de Villanueva del Fresno anteriores a dicho error, suelen considerarse también marqueses de Barcarrota, aunque en realidad no lo fueron.

## Marqueses de Barcarrota
- María Francisca de Sales Portocarrero, XV marquesa de Barcarrota;
- Carlos María Fitz-James Stuart y Portocarrero, XVI marqués de Barcarrota;
- Jacobo Fitz-James Stuart y Falcó, XVII marqués de Barcarrota;
- Cayetana Fitz-James Stuart, XVIII marquesa de Barcarrota.
- Carlos Fitz-James Stuart y Martínez de Irujo, XIX marqués de Barcarrota

- Datos: Q16600051